# Jörg Seering

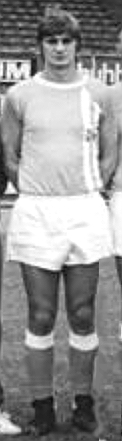
Seering 1978

Jörg Seering (* 26. Juni 1954) war Fußballspieler in der DDR. Für den FC Hansa Rostock spielte er in der höchsten DDR-Fußballklasse Oberliga. Er ist mehrfacher Nachwuchs-Nationalspieler.

## Sportlicher Werdegang
Im Alter von 13 Jahren wurde Seering 1967 in die Kindermannschaft des FC Hansa Rostock aufgenommen. Als Juniorenspieler geriet er in das Blickfeld der Verantwortlichen für die Junioren-Nationalmannschaft und bestritt am 5. August 1971 in der Begegnung DDR – Polen als Libero sein erstes Junioren-Länderspiel. Bis 1972 absolvierte Seering insgesamt 16 Länderspiele mit der Juniorenauswahl, anschließend spielte er 15-mal in der Nachwuchs-Nationalmannschaft.
Zu seinem ersten Punktspieleinsatz im Männerbereich kam Seering am 17. Oktober 1971. Mit der 2. Mannschaft des FC Hansa bestritt er ebenfalls als Libero das DDR-Ligaspiel Einheit Grevesmühlen – Hansa Rostock II (0:0). Im weiteren Verlauf der Saison 1971/72 kam er noch in sieben Spielen zum Einsatz, bestritt aber auch schon drei Spiele mit der Oberligamannschaft. Sein erstes Oberligaspiel war die Begegnung des 23. Spieltages Hansa Rostock – 1. FC Magdeburg (0:3) am 15. April 1972. In der Spielzeit 1972/73 kam der 1,88 m große Seering zu acht Oberligaeinsätzen, 1973/74 spielte er nur in der 2. Mannschaft und erst zum Ende der Saison 1974/75 wurde er fast regelmäßig als Vorstopper eingesetzt und kam so auf elf Oberligaspiele. Der FC Hansa beendete die Saison als Absteiger und spielte 1975/76 in der zweitklassigen DDR-Liga. Dort wurde Seering mit 22 von 30 Punktspielen endgültig zum Stammspieler und hatte so maßgeblichen Anteil am sofortigen Wiederaufstieg. In der nächsten Saison stieg Rostock erneut ab und wurde damit zur Fahrstuhlmannschaft, ehe sie sich 1980 dauerhafter in der Oberliga etablieren konnte. Bis 1980 gehörte Seering, inzwischen ins Mittelfeld gewechselt, zuverlässig zum Stamm der Mannschaft, war in der DDR-Liga-Saison 1979/80 hinter Rainer Jarohs sogar zweitbester Torschütze mit elf Treffern. In den folgenden drei Oberligajahren erlitt Seerings Laufbahn einen Karriereknick (NVA-Ehrendienst), denn in diesen Jahren kam er insgesamt nur zu zehn Einsätzen. Im Sommer 1983 verließ Seering den FC Hansa, für dessen 1. Mannschaft er innerhalb von zwölf Jahren 81 Oberligaspiele, 61 DDR-Ligaspiele sowie 19 Pokalspiele absolviert hatte. Als Abwehr- bzw. Mittelfeldspieler schoss er in diesen 161 Pflichtspielen 46 Tore.
Zu Beginn der Fußballsaison 1983/84 wechselte Seering im Rahmen eines Kooperationsvertrages zur BSG Kernkraftwerk Greifswald in die drittklassige Bezirksliga Rostock. Nach zwei Jahren stieg Seering, der mit 28 Treffern Torschützenkönig der Bezirksligasaison 1984/85 geworden war, mit den Greifswaldern in die DDR-Liga auf. Dort wurde Seering als 32-Jähriger zur spielgestaltenden Kraft und sorgte auch mit seinen Toren dafür, dass die Kernkraftwerker in den folgenden Jahren die Klasse halten konnten. In den Spielzeiten 1986/87 und 1987/88 war er mit 17 bzw. 20 Punktspieltoren sicherster Schütze seiner Mannschaft. Nach Abschluss der Saison 1987/88 beendete Seering seine Laufbahn als aktiver Fußballspieler. Während seiner aktiven Zeit hatte er sich zum Ingenieur-Ökonomen ausbilden lassen und arbeitete im Versicherungswesen. Mit der Gründung des Greifswalder SV 04 übernahm Seering dort die Leitung der Fußballabteilung, zog sich aber 2008 aus beruflichen Gründen wieder zurück.